# Anri Hänninen
Anri Hänninen (1972. január 26. –) finn nemzetközi női labdarúgó-játékvezető.

## Pályafutása
Az SPL Játékvezetői Bizottságának (JB) minősítésével Ykkönen, majd a Veikkausliiga játékvezetője. A nemzeti női labdarúgó bajnokságban kiemelkedően foglalkoztatott bíró. Küldési gyakorlat szerint rendszeres 4. bírói szolgálatot is végzett.
A Finn labdarúgó-szövetség JB terjesztette fel nemzetközi játékvezetőnek, a Nemzetközi Labdarúgó-szövetség (FIFA) 1998-tól tartotta nyilván női bírói keretében. A FIFA JB központi nyelvei közül az angolt beszéli. Több nemzetek közötti válogatott, valamint klubmérkőzést vezetett, vagy működő társának 4. bíróként segített. A  nemzetközi játékvezetéstől 2006-ban búcsúzott.
1998. június 27-én egy Észtország–Litvánia mérkőzést vezetett.
A 2002-es U19-es női labdarúgó-világbajnokságon két csoportmérkőzésen (Anglia–Ausztrália, Tajvan–Ausztrália) negyedik játékvezetőként vett részt.
| Időpont             | Helyszín                       | Mérkőzés típusa              | Mérkőzés                                       | Eredmény | Nézők száma |
| ------------------- | ------------------------------ | ---------------------------- | ---------------------------------------------- | -------- | ----------- |
| 2002. augusztus 19. | Központi Stadion, Victoria     | csoportmérkőzés (C. csoport) | Ausztrália–Amerikai Egyesült Államok           | 0 – 4    | 2600        |
| 2002. augusztus 25. | Commonwealth Stadion, Edmonton | egyik negyeddöntő            | Amerikai U19-es női labdarúgó-válogatott–Dánia | 6 – 0    | 37 194      |
| 2002. augusztus 29. | Commonwealth Stadion, Edmonton | egyik elődöntő               | Brazília–Kanada                                | 1 – 1    | 37 194      |

A 2007-es női labdarúgó-világbajnokságon a FIFA JB játékvezetőként alkalmazta. Selejtező mérkőzéseket az UEFA zónában irányított. 
| Időpont           | Helyszín                           | Mérkőzés típusa           | Mérkőzés           | Eredmény |
| ----------------- | ---------------------------------- | ------------------------- | ------------------ | -------- |
| 2005. október 20. | Hans-Walter-Wild Stadion, Bayreuth | előselejtező (4. csoport) | Németország–Skócia | 4 – 0    |
| 2006. május 6.    | Ukrajna Stadion, Lviv              | előselejtező (1. csoport) | Ukrajna–Szerbia    | 2 – 1    |

A 2004-es U19-es labdarúgó-Európa-bajnokságon az UEFA JB játékvezetőként alkalmazta. .
| Időpont          | Helyszín                            | Mérkőzés típusa              | Mérkőzés                  | Eredmény | Nézők száma |
| ---------------- | ----------------------------------- | ---------------------------- | ------------------------- | -------- | ----------- |
| 2004. július 30. | Kauriala Urheilukenttä, Hämeenlinna | csoportmérkőzés (B. csoport) | Franciaország–Oroszország | 1 – 0    | 3460        |

A 2005-ös női labdarúgó-Európa-bajnokságon az UEFA JB, a selejtezőkben játékvezetőként foglalkoztatta. 
| Időpont             | Helyszín                       | Mérkőzés típusa           | Mérkőzés                                  | Eredmény |
| ------------------- | ------------------------------ | ------------------------- | ----------------------------------------- | -------- |
| 2003. május 18.     | Városi Stadion, Livingston     | előselejtező (4. csoport) | Skócia–Ukrán női labdarúgó-válogatott     | 5 – 1    |
| 2003. augusztus 28. | Városi Stadion, Passau         | előselejtező (4. csoport) | Német női labdarúgó-válogatott–Csehország | 4 – 0    |
| 2004. május 2.      | Charles Tondreau Stadion, Mons | előselejtező (2. csoport) | Belgium–Spanyolország                     | 2 – 0    |